# 島袋彩子
島袋 彩子（しまぶくろ あやこ、1972年5月13日 - ）は、沖縄県を中心に活動するフリーアナウンサー。

## 経歴
沖縄県那覇市出身。沖縄県立首里高等学校、学習院大学法学部卒業後に企業へ就職。1999年からNHK沖縄放送局の契約キャスターとして、夕方のローカルニュース番組を担当。その間、一時仕事の場をNHK福岡放送局に移す。2005年沖縄局に復帰した後2006年からフリーとなり、2008年からは琉球放送の夕方のニュース番組「RBC THE NEWS」のキャスターを務める。フリーとなった直後、「ナレーターズルームおきなわ」に登録していた時期がある。
中学時代、お笑いコンビガレッジセールのゴリおよび川田広樹と同級生だった。

## 過去の出演番組
- 太陽カンカン600（NHK沖縄、1999年4月 - 2003年3月）
- 太陽カンカンワイド （同、2005年4月 - 2006年3月）
- おっしょい!福岡（NHK福岡、2003年4月 - 2004年3月）
- 情報ワイド福岡いちばん星（同、2004年4月 - 2005年3月）
- RBC THE NEWS（琉球放送、2008年8月 - 2019年3月）